# Сельское поселение «Утанское»
Се́льское поселе́ние «Утанское» — муниципальное образование в Чернышевском районе Забайкальского края Российской Федерации.
Административный центр — село Утан.

## История
Статус и границы сельского поселения установлены Законом Читинской области от 19 мая 2004 года «Об установлении границ, наименований вновь образованных муниципальных образований и наделении их статусом сельского, городского поселения в Читинской области».

## Население
| 2010  | 2011  | 2012  | 2013  | 2014  | 2015  | 2016  |
| ----- | ----- | ----- | ----- | ----- | ----- | ----- |
| 1641  | ↘1632 | ↘1631 | ↘1630 | ↘1627 | ↗1636 | ↘1635 |
| 2017  | 2018  | 2019  | 2020  | 2021  |       |       |
| ↘1625 | ↘1601 | ↘1589 | ↘1584 | ↘1417 |       |       |

## Состав сельского поселения
| № | Населённый пункт | Тип населённого пункта       | Население |
| - | ---------------- | ---------------------------- | --------- |
| 1 | Утан             | село, административный центр | ↘1417     |